# Троичный код
Троичный код — это способ представления данных в виде комбинации трёх знаков, обычно обозначаемых цифрами 0, 1, 2.
Троичный код может быть непозиционным и позиционным.
Из комбинаторики известно, что, в случае непозиционного кодирования, количество комбинаций (кодов) является количеством сочетаний с повторениями из {\displaystyle n} по {\displaystyle k} и равно биномиальному коэффициенту:

{\displaystyle {n+k-1 \choose k}=(-1)^{k}{-n \choose k}={\frac {\left(n+k-1\right)!}{k!\left(n-1\right)!}}=}
{\displaystyle ={\frac {\left(3+k-1\right)!}{k!\left(3-1\right)!}}={\frac {\left(k+2\right)!}{k!2!}}={\frac {(k+2)!}{k!2}}={\frac {(k+2)(k+1)}{2}}}, [возможных состояний (кодов)], т.е.
описывается параболой:

{\displaystyle N_{np}(n)=(n+2)(n+1)/2}, [возможных состояний (кодов)], где
{\displaystyle n} — количество троичных разрядов (троров, тритов).
Например, в непозиционной системе кодирования, в одном 3-х тритном коде (n=3) количество возможных состояний (кодов) равно:

{\displaystyle N_{np}(n)=(n+2)(n+1)/2=5\cdot 4/2=20/2=10}, [возможных состояний (кодов)].
В случае позиционного кодирования, число комбинаций (кодов) n-разрядного троичного кода равно числу размещений с повторениями:
{\displaystyle N_{p}(n)={\bar {A}}(3,n)={\bar {A}}_{3}^{n}=3^{n}}, где
{\displaystyle {\bar {A}}(3,n)={\bar {A}}_{3}^{n}} — число кодов,
{\displaystyle \ n} — число разрядов троичного кода.
Используя два троичных разряда и позиционное кодирование можно закодировать какие-либо объекты с помощью девяти различных комбинаций: 00 01 02 10 11 12 20 21 22 (при непозиционном кодировании комбинаций - 6, т.к. три пары 01 и 10, 02 и 20, 12 и 21 считаются как три комбинации); используя три троичных разряда — с помощью двадцати семи различных комбинаций: 000 001 002 010 011 012 020 021 022 100 101 102 110 111 112 120 121 122 200 201 202 210 211 212 220 221 222 (при непозиционном кодировании комбинаций - 10), и так далее.
При увеличении разрядности позиционного троичного кода на 1, количество различных комбинаций в позиционном троичном коде утраивается.
Троичные коды являются комбинациями трёх элементов и не являются троичной системой счисления, но используются в том или ином варианте троичных систем счисления как основа. При этом они могут использоваться для кодирования чисел в системах счисления с любым основанием. Однако, для системы счисления с основанием два (то есть, для двоичной) они избыточны и могут быть задействованы лишь частично.
При кодировании алфавитно-цифровых символов (знаков) троичному коду не приписываются весовые коэффициенты, как это делается в системах счисления, в которых троичный код используется для представления чисел, а используется только порядковый номер кода из множества размещений с повторениями.
| числовое значение | троичный код |
| ----------------- | ------------ |
| 0                 | 00           |
| 1                 | 01           |
| 2                 | 02           |
| 3                 | 10           |
| 4                 | 11           |
| 5                 | 12           |
| 6                 | 20           |
| 7                 | 21           |
| 8                 | 22           |